# 스페인의 정치
스페인의 정치는 양원 의회로 구성되며 입헌군주제를 취한다. 스페인의 군주는 국가의 수반이며 총리가 내각의 수장으로서 양당제 하에 구성된다. 중앙 입법 기구는 양원으로 구성되며 내각이 견고해야 해당 정부도 지속될 수 있다.

## 왕권
헌법 1항 3조에서는 스페인의 정치적 개혁은 양원 군주제의 개혁에 해당한 것으로 적었다.
56항은 다음과 같이 밝히고 있다.
- 1. 국왕은 국가의 수장이자 최고통수권자이며 번영과 통합의 상징이다. 그는 조정자이자 여러 기구의 원만한 작업을 돕는 사람으로서 스페인의 가장 높은 지위를 국제 관계에서 대표하며 같은 역사적 맥락에 포함된 곳에도 해당한다. 헌법과 법률에 의거하여 그에게 여러 자격과 역할을 수행할 수 있다.

- 2. 그의 직함은 스페인의 군주(왕)이며 그는 왕위에 부속단 다른 직함을 취할 수 있다.

- 3. 왕의 권한은 불가침 영역이며 책임이 부여되는 것이 아니다. 그의 행동은 64조에 명기된대로 반드시 부서를 거쳐야 한다. 부서 단계를 거치지 않은 조치는 유효하지 않으며 65조 2항만이 예외를 명기한다.

57항의 내용이다:
- 1. 스페인 국왕은 부르봉 왕가의 후안 카를로스 1세의 후손으로 역사적 정당성이 있는 왕가의 적통 후손을 따른다. 왕위로의 계승은 장자상속제와 그 순위에 따라 규정되며 다음과 같이 정해진다 ; 같은 서열의 경우 남성이 여성보다 우위에 있으며 동성일 경우 연장자가 연소자보다 우위에 있다

62항은 국왕의 재임에 대해 명기한다:
- a) 법령에 대한 규제 및 반포;

- b) 의회 소집 및 해산 및 선거 실시;

- c) 헌법 개정 발의;

- d) 내각 대표 후보 발의; 내각 임명 및 해임권;

- e) 정부 관료의 임명 및 해임;

- f) 내각회의에 따른 칙령 발의 및 치안과 군사 행동 발의권, 국장과 칭호 수여

- g) 국가 내정에 대한 보고, 이런 목적으로 언제든지 내각회의에 주재할 권리;

- h) 국군의 최고 통수권자로서의 권리;

- i) 사면권 행사;

- j) 왕실 산하의 사관학교에 대한 지원

63조가 적고 있는 내용은 다음과 같다:
- 1. 국왕은 외국에 대사와 외교 사절단을 파견하도록 한다. 스페인의 외교사절단은 그로부터 임명된 자들이다.

- 2. 조약을 통한 국제적 협약 이행에 대한 문제는 국가의 승인이 왕이 서명한다.

- 3. 전쟁 선포와 강화조약에 있어 의회가 허가한 후에는 왕이 의무적으로 서명한다.

## 내각 권한

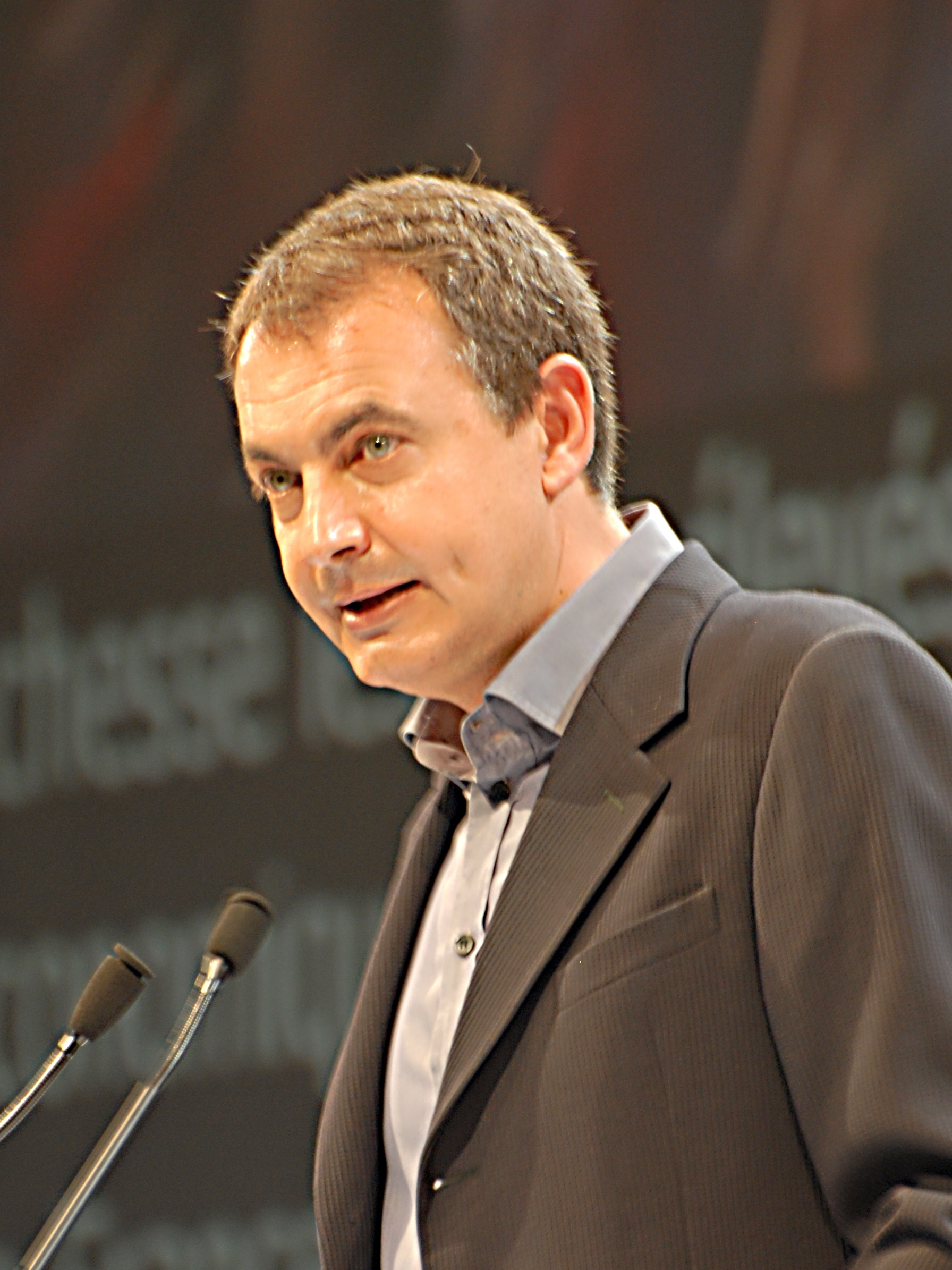
호세 루이스 로드리게스 사파테로 총리

내각의 권한은 내각 회의(Consejo de Ministros)에 기초한다. 국왕이 임명한 내각의 수장이 선도하며 일단 하원에서 선거를 거쳐 뽑은 뒤에 국왕이 임명하는 방식이다. 후보자가 지명되면 1차 투표에서 하원의 대다수의 표를 반드시 얻어야 한다. 실패할 경우 2차 투표에서는 과반의 표만 얻으면 된다. 총리는 다른 내각의 구성원을 임명하여 그 후에 왕이 이를 승인한다. 정부의 수장으로서 총리는 여러 부통령을 임명할 수 있으며 이는 의무 사항은 아니다. 또한 정부 기구의 고문 역할을 하는 국가위원회가 별도로 존재한다.

## 입법기구
국가 수준에서 스페인은 직접적으로 의회의 대표를 선출하며 양원제로 구성되어 상원과 하원으로 나뉜다. 상하원은 거의 동일한 기간 동안 재직하며 최대 4년이다.
양원은 극명하게 다른 두 요인이 있다. 첫 번째는 선출 관행이다. 두 곳 모두 지역 단위로 선출한다. 인구에 따라 의석이 배분된다. 그러나 각 주의 의석에 따라 배분하는 것이 아니고 2석씩 일괄 배정이여서 인구가 적은 과소 지자체를 좀 더 대변하는 현상을 야기하게 되었다. 이러한 문제점이 지적되어 개헌에 대한 요구가 있다. 상하원의 큰 차이는 대부분의 법이 하원의 승인 하에 공표된다는 데 있기도 하다. 상원이 이를 거부할 수 있으나 모든 상원의 거부권을 무시할 수 있을 정도로 권한이 강하다.

## 사법부
스페인 사법부는 재판관과 치안 판사가 권한을 행사하며 각 사법 절차에 따라 다른 법원의 구조를 갖고 있다. 최고 법원은 스페인 대법원이다. 사법부의 역할은 스페인 사법위원회가 결정하며 의장은 대법원장이 겸임한다. 위원회는 12명의 재판관과 8명의 배심원으로 이뤄지며 이들은 3/5 대다수가 선출한 의회 의원들에서 선출된 것이다.

## 행정구역
스페인은 17개의 지방; 안달루시아, 아라곤, 아스투리앗, 발레아레스 제도, 카나리아 제도, 카스티야라만차, 카스티야 이 레온, 카탈루냐, 발렌시아, 에스트레마두라, 갈리시아, 라리오하, 마드리드, 무르시아, 나바라, 바스크 지방;으로 나뉜다. 
주의
모로코 근처에 스페인 령 5곳이 분포한다: 세우타와 멜리야는 자치 도시이며 다른 도시들보다 자치권이 더 강하지만 자치 지방보다는 그 권한이 약하다. 차파리나스 섬과 페뇽데벨레스데라고메라 섬, 페뇽 데 알우세마스 섬은 스페인 연방정부가 직접 관리한다.

### 지역
1978년 헌법은 지방의 분권화 탄생을 공식적으로 승인했다. 1985년경 17곳의 지방(카나리아 제도와 발레아레스 제도 포함)에 대한 의결이 지방자치제도 헌장에 의해 의결되었다. 1979년 최초의 지방자치단체 선거가 바스크와 카탈루냐에서 일어났으며 가장 극렬한 민족주의 및 지방주의 운동이 일어났던 곳에 해당한다. 이후로 여러 자치 정부는 각기의 정부를 꾸리고 있다.
중앙 정부는 지방 정부에 권력 이양을 지속적으로 행하려 하고 있으며 궁극적으로는 보건과 교육, 사회 프로그램 등에 대해서도 완전한 의결권 및 책임을 이양하려 하고 있다. 이러한 과정은 스페인 헌법 149항에 의해서 독점적인 연방정부의 권한으로 제한이 되기도 한다.
모든 자치 지방의 정부는 단원제 의회가 선출한 정부에 의해 구성된다.
스페인은 형식적으로 보았을 때 지방자치제를 운영하고 있고 또한 단일 국가이지만 사실상으로는 연방제 국가이다. 각 지방마다 갖고 있는 고유의 권한은 조금씩 다르며 연방정부와 함께 운용하는 건강보험과 교육제도가 있어 공용어를 설정하고 특별한 전통 문화를 보호하려는 움직임을 행하는 곳도 있다. 이러한 체계에는 특별히 정해진 것이 없으며 연방에서 각 말단 단위의 행정 자치 단체로 분권화가 이양된 것이라 각 지방이 균등하게 제정하거나 계획하는 것의 형태는 아니다. 법률도 이에 해당한다. 일부 지방 정부는 특별히 지역주의 이데올로기의 정당이 강할 경우 더욱 국가 대 국가의 형태로 지방 정부를 운용하려는 움직임을 연방 정부에 보내고 있다.
지방 분권화와 권력 이양화가 균등하게 이뤄지지 않는 것은 공동입헌주의(coconstitutionalism)라는 용어로 쓰이고 있으며 1997년 영국에서 도입된 권력 분권제와 흡사하다. 동시에 스페인은 유럽 연합으로 더 나아간 통합을 주도적으로 실현하려 하고 있어 연방정부 기관에서 유럽 연합의 공식 기관이나 단체에 연방 정부의 권한을 넘기게 되는 원인이 되고 있기도 하다.

## 국적 논쟁
정치적인 상황과 논쟁에 대해서 스페인의 상황을 이해하려면 두 가지 경우의 수를 고려해야 한다. 좌파이냐 우파이냐와 연방제 단일 국가인가와 다국적인가에 대한 주제이다. 정당들의 계획과 개개인의 시민이 가지고 있는 의견은 두 경우를 다 돌이켜봐야만 이해가 가능하다. 스페인 왕국의 헌법은 1)통합 국가이며 2) 여러 국적의 사람들과 지역이 합쳐진 것이다라 적고 있다. 이 서술은 정치 이론 상으로 Nationality와 Nation의 의미가 차이가 거의 없기 때문에 모순이다. 그러나 연방제를 지지하는 정당과 각 지역의 다국적 체제를 인정하는 정당과의 균형을 맞추려는 서술이라는 데 의견이 맞춰진다. 스페인의 자치 지방을 토대로 한 영토의 구성은 헌법적으로도 이러한 과거 역사와 각 지방주의의 상황을 적절히 배합해 안배한 결과이다.
역사적으로 연방제를 지지하는 정당들은 스페인이 단일 국가이며 지방 분권화를 추진하되 좀 더 강력한 연방 정부가 들어서야 한다고 주장했다. 카탈루냐와 바스크, 갈리시아 지역주의 정치이론가들은 그들 스스로 각가의 국가를 이루고 있으며 스페인 왕국의 일원으로 구성하기를 원치 않는다. 이러한 정당들은 스페인 왕국이 4개의 왕국-카탈루냐, 바스크, 갈리시아 그리고 카스티야스페인 왕국-이 합쳐져 전체 연방 국가를 이루게 되었다는 주장에 동조한다. 이들 중 일부는 독일인과 프랑스인, 이탈리아 국적자들이 사회를 구성하는 스위스를 하나의 모티프로 보아서 독립을 부추기기도 한다. 이러한 관념이 관개되어 있지는 하지만 현재의 행정 구역이 갖는 경계와는 관념이 다르다.
현재의 상황은 두 가지 역사적 실패가 결합되어 이뤄진 것이다; 1) 연방제 정당은 통합된 관념으로서 국가를 프랑스처럼 구성할 수 없었고 스페인의 정치, 영토의 구성과 기구들은 분화되어 나타났다. 2)카탈루냐와 바스크 지방을 중심으로 한 연방제 반발 운동에서 스페인이 자유롭지 못했던 탓이다.

## 에타와 그라포
스페인 정부는 바스크 분리독립운동인 ETA에 대한 오랜 반캠페인을 진행하고 있다. 1959년 설립되어 무장 투쟁을 하고 있는 에타는 프랑코에 반대하고자 설립되어 바스크의 독립을 폭력적인 수단으로라도 사용해 독립을 쟁취하려 한다. 게릴라전으로서 스스로를 규정하며 국제적으로는 테러리스트 지위에 올라 있다. 애초에 무력을 쓴 것은 아니었고 바스크 지방조차도 폭력과 유혈 사태 조장을 용인하고 있지 않으나 다른 접근법으로 독립을 추진하려는 움직임은 지방 정부 차원에서도 존재하고 있어 연방 정부와 대립각이 여전하다.
최초에 ETA는 스페인 안보세력과 군부, 고위 관료를 테러 대상으로 삼았다. 군부와 저명한 정치인들이 치안을 더욱 강화하려 하면서 에타는 점진적으로 관광객들이 많이 모이는 지역으로 눈을 돌려 관광객을 위협하는 것이 정부를 압박하는 하나의 수단으로 보고 경제적인 피해를 주려는 움직임을 이어가고 있다. 이는 바스크 지방정부에 대한 경제적인 위기가 문제가 될 수 있음을 악용한 것이기도 하다. 스페인 정부 기관과 재계 건물들을 대상으로 하여 여러 공격이 있었으며 1995년 야당 지도자 아스나르에 대한 자동차 폭탄 테러를 포함하여 여러 사건이 일어났다. 아스나르는 이 사고로 VIP 자동차가 파괴되기는 했으나 크게 다치지 않았다. 에타의 테러 동안 800명 정도가 희생된 것으로 스페인 정부는 보고 있다.
2005년 5월 17일 모든 하원의 정당(PP 제외)은 연방정부의 평화교섭안을 통과시켰다. 정치적 교착상태를 더욱 악화시키지 않으려는 움직임임과 동시에 무기를 포기하라는 요구였다. 여러 정당과 연립 정당을 이루던 교섭단체들은 192표를 내어 찬성표를 던졌고 PP 의원들은 147표의 반대표를 냈다. 에타는 2006년 3월 24일부터 "영구적인 휴전"을 선언했지만 2006년 12월 30일 바하라스 T4 국제공항 폭탄테러가 일어나 전복됐다. 계속적으로 영구적인 휴전을 주장하고 있어 연방 정부는 사실상 통제에 상당한 힘을 얻게 되었으며 프랑스 당국과 협조하여 얻은 성과도 일부 포함되고 있다.
스페인은 막시즘 저항 단체인 그라포와도 대립 중이다. 10월 1일의 혁명 단체라고 스스로를 정의하는 그라포는 도시 지역에서 게릴라전을 시작하였고 그 장소는 갈리시아의 비고였다. 스페인 정부의 전복과 막시즘-레닌주의 정권을 세우려는 목표에서다. 나토와 미국의 스페인 등장을 극도로 경계하고 있으며 오랜 동안 폭탄 테러와 은행 강도, 암살, 납치를 하며 1970년대와 80년대 스페인의 국익과 배치되는 일을 저질렀다.
2000년 6월 바르셀로나에서 두 대의 소형차 폭파 사고가 있었고 그라포는 이 사건이 자신들이 행한 것이라며 이 사건 뿐 아니라 여러 사건에 대해 자신들의 행위임을 주장하고 나섰다. 이 사건으로는 두 건의 실패한 무장자동차 강도사건이 포함되었으며 1대에서는 1명의 치안보안관이 사망하고 1999-2000 선거전에서는 정당 건물에 4건의 폭파사건이 있었다. 2002년 스페인 정부는 대대적인 그라포 회원 숙청과 발본색원에 나서 일부 지도자급 인사를 포함한 여러 명을 체포했다. 현재에는 주요 인사이던 자들이 체포되거나 국외에 있어 예전만큼 문제를 일으키지는 않고 있다.

## 이슬람근본주의의 형태
알카에다는 스페인에서 여러 지부를 운용 중인 것으로 파악되고 있으며 다른 여타 국가들에서의 작전을 지원하는 한편 스페인 국내에서도 여러 공격을 자행할 가능성이 있다. 스페인 수사 당국과 사법 부서는 적극적으로 이들을 체포하고 수색하고자 하고 있으며 2003년 1월 바르셀로나에서 가장 특기할만한 전가를 올렸다. 그러한 노력으로 스페인 당국은 16명의 테러 용의범을 체포하는 한편 폭탄과 다른 화학전 사용 가능 물질을 압수했다. 스페인은 활동적으로 다른 국가의 정부와 함께 테러 위협을 없애려는 데 힘쓰고 있다.
스페인은 2004년 3월 11일 마드리드 공격으로 급작스런 공격을 당해 출근하던 무고한 시민 191명이 희생되었다. 알카에다가 주 용의자로 지목된 가운데 일부는 아스나르 정부의 폐단이 낳은 결과로 보기도 했다. 그의 정부가 실각하자 2004년 선거가 일어나기 단 4일 전에 일어난 사건이었기 때문이다. 처음에는 정부와 미디어가 에타가 저지를 일이라고 발표했다. 많은 유권자들의 아스나르 정부와 관영매체의 보도에 대해 비난을 퍼부었으며 이슬람 단체가 저지른 것으로 보이는 증거가 속속 드러났기 때문에 그러한 반응은 더욱 커졌다. 그 배경으로는 스페인이 이라크 전쟁을 지원하면서 국내에 테러가 일어날 빌미를 제공하게 되었다는 비난을 피하고자 아스나르 정부가 꾸몄다는 추측에서이며 많은 스페인인들이 정부의 속임수로 여기고 있다.

## 같이 보기
- 스페인 반란